# پایگاه هوایی آبی مونتبلو
پایگاه هوایی آبی مونتبلو (به انگلیسی: Montebello Water Aerodrome) یک فرودگاه خصوصی است که یک باند فرود آب دارد. این فرودگاه در کشور کانادا قرار دارد و در ارتفاع ۴۰ متری از سطح دریا واقع شده‌است.